# Эмнункэнингтун
Эмнункэнингту́н — горный хребет на Дальнем Востоке России. Расположен в пределах Шмидтовского района Чукотского автономного округа вблизи побережья Северного Ледовитого океана.
У северного подножия хребта находится посёлок Полярный.
Название в переводе с чук. — «материковый изгиб».
Наивысшая точка — гора Купол (849 м), а также два безымянных пика — 773 м и 784 м. На западе Эмнункэнингтун граничит со Снежными горами. На северных склонах хребта берёт истоки река Пильхинкууль.
Хребет расположен в зоне субарктического климата, в горной тундре.
В юго-восточных отрогах хребта обнаружены рудопроявления золота Дор и Призрак.

## Топографические карты
- Лист карты R-60-XXIX,XXX Полярный. Масштаб: 1 : 200 000. Состояние местности на 1981 год. Издание 1988 г.
- Лист карты R-60-В,Г Полярный. Масштаб: 1 : 500 000. Состояние местности на 1986 год.
- Лист карты R-59,60 Певек.  Масштаб: 1 : 1 000 000. Издание 1986 г.